# Friedrich Kraus
Friedrich Kraus (27. května 1826, Deutsch-Crottingen v Prusku – 28. září 1894, Berlín) byl německý malíř portrétů, žánrů a zátiší.

## Život a dílo
Friedrich Kraus studoval nejprve na střední škole v Königsbergu a později na Akademii v Berlíně a v letech 1852-1854 u Thomase Couturea v Paříži. Poté strávil rok v Římě a nakonec se usadil v Berlíně a obesílal výstavy tamní Akademie. Členem berlínské Akademie byl zvolen roku 1885.
Byl malířem historických žánrových scén a výjevů s dámami ze soudobé vyšší společnosti, někdy s humorným podtextem. Jeho malba poukazuje na zájem o japonské umění. Je zastoupen ve sbírce Národní galerie v Praze.